# Entodon truncatus
Entodon truncatus är en bladmossart som beskrevs av Mitten 1869. Entodon truncatus ingår i släktet Entodon och familjen Entodontaceae. Inga underarter finns listade i Catalogue of Life.